# G’sengte Sau
Die G’sengte Sau im Erlebnispark Tripsdrill (Cleebronn, Baden-Württemberg) ist ein Bobsled Coaster des Herstellers Gerstlauer Amusement Rides.
Die vom Ingenieurbüro Stengel entworfene Bahn ist der Prototyp dieses Achterbahntypus und die erste Achterbahn von Gerstlauer. Als Besonderheit wurden mit dem Typ „Bobsled Coaster“ Eigenschaften des Achterbahntyps Wilde Maus und einer Familienachterbahn kombiniert. Neben den typischen „Mauskurven“ (Kurven mit ±180° ohne Schrägneigung) hat die Anlage Helices, Umschwünge und Airtime-Hügel.
Die Anlage ist um und durch die Burg „Rauhe Klinge“ gebaut, in die auch die Wildwasserbahn „Badewannenfahrt zum Jungbrunnen“ integriert ist.
Eine von der Schienenführung baugleiche Anlage unter dem Namen „Thor’s Hammer“ befindet sich seit 2002 im dänischen Freizeitpark Djurs Sommerland.

## Fahrt
Nach dem 16 Meter hohen Kettenlift folgt der First Drop mit anschließender Auffahrt zu vier Mauskurven als Helix. Nach den Kurven schließen sich zwei gegenläufige Helices, die in die Burg integriert sind, an. Die Wagen verlassen danach die Burg und fahren über vier Airtimehügel (Camelbacks), an die die umgebende Landschaft angepasst ist. Vor der Schlussbremse und Rückkehr zur Station folgen noch mal zwei gegenläufige Helices in Bodennähe.
Die Fahrstrecke ist durch ein Blocksystem in fünf Abschnitte aufgeteilt. Somit können maximal vier Wagen gleichzeitig auf der Bahn fahren, während zwei in der Station be- und entladen werden. Der siebte Wagen ist ein Ersatzfahrzeug. Als Blockbremsen kommen klassische Backenbremsen zum Einsatz.

## Wagen
G’sengte Sau besitzt sieben eingliedrige Wagen. In jedem Wagen können vier Personen (zwei Reihen à zwei Personen) Platz nehmen.

## Fernsehwette
Für eine Wette bei der Fernsehsendung Wetten, dass..? fuhr Dirk Auer 2001 mit Rollschuhen über die Bahn. Seitdem hängt in einem der Burgtürme, die durchfahren werden, ein Plakat mit dem Logo der Sendung. Im Juli des Jahres 1998 hatte Dirk Auer dies schon einmal versucht und war dabei schwer verunglückt, als er in voller Fahrt stürzte. Im Einstiegsbereich hängt seitdem der Zeitungsbericht über den Unfall aus.